# Pierre Barrety
Pierre Barrety, né le 24 novembre 1748 à La Piarre (province du Dauphiné, actuel département des Hautes-Alpes), mort le 25 pluviôse an IV (le 14 février 1796) dans la même commune, est un homme politique de la Révolution française.

## Carrière politique
Pierre Barety est le fils de Louis, notaire royal, dont il reprend la charge.
En septembre 1792, alors qu'il exerce la charge de procureur-syndic de Serres, Pierre Barety est élu député du département des Hautes-Alpes, le premier sur cinq.
Lors du procès de Louis XVI, il vote la détention la durée de la guerre et l'exil à la paix et se prononce en faveur de l'appel au peuple et du sursis à l'exécution. Barety vote en faveur de la mise en accusation de Marat et en faveur du rétablissement de la Commission des Douze.
Il démissionne de son poste de député en juillet 1793 pour des motifs personnels, avançant des problèmes de santé et l'âge avancé de sa mère.